# 가장조
가장조(-長調)는 가(A) 음을 으뜸음으로 하는 장음계이다. 으뜸음 코드는 A(라 도♯ 미). 

## 같이 보기
- 화음